# Исбубарза
Исбубарза — жена парфянского царя, правившего в I веке до н. э.

Исбубарза упоминается на вавилонских табличках 76/75 г. до н. э. вместе с правителем, названным только тронным именем — Аршак. По мнению ряда исследователей, в том числе М. М. Дьяконова, Н. Дибвойза, Р. Сулливана, Л. Хильдегарда, речь здесь идёт о сменившем на престоле Парфии Орода I Санатруке. Авторы же Ираники, А. Симонетта, также И. Спар и В. Ламберт указывают на самого Орода I. Исбубарза именуется сестрой-женой нового царя. Точно неизвестно, были ли они полнородными сестрой и братом, имеющими одну мать.